# Zirconiumnitrid
Zirconiumnitrid ist eine anorganische chemische Verbindung des Zirconiums aus der Gruppe der Nitride.

## Gewinnung und Darstellung
Zirconiumnitrid kann nach den gleichen Verfahren wie Titannitrid dargestellt werden.
- Gelbbraunes Zirconiumnitrid erhält man bei der Synthese aus den Elementen bei 1200 °C.[3]

- Bei der Herstellung von Zirconiumnitrid aus Zirconium(IV)-chlorid durch das Aufwachsverfahren wird bei Gegenwart von Wasserstoff (H2 + N2 oder Ammoniak) eine tiefere Temperatur (2000 bis 2400 °C) benötigt als in reinem Stickstoff (2900 °C). Im letzteren Fall erfolgt die Abscheidung bedeutend langsamer als bei Anwesenheit von Wasserstoff. Durch Nitridieren von Zirconium-Drähten, d. h. durch Erhitzen in reinem Stickstoff erhält man selbst bei einer knapp unter dem Schmelzpunkt von Zirconium (1860 °C) liegenden Temperatur nur sehr langsam Zirconiumnitrid und überdies in stark aufgelockertem, brüchigem Zustand.[3]

- Bei relativ niedrigen Temperaturen kann man definierte Zirconiumnitrid-Phasen durch die Ammonolyse von Zirconium-Halogeniden, insbesondere von Zirconium(IV)-iodid über die Zwischenstufe Zirconiumnitridiodid ZrNI erhalten. Bei 700 °C bildet sich hauptsächlich braunes Zr3N4 (o-Zr3N4 mit einer Dichte von 6,32 g/cm3 und der Raumgruppe Pnam[4]), bei 750 °C blaues Zirconiumnitrid ZrxN (x = 0,94–0,81), oberhalb 1000 °C entsteht daraus das metallisch leitende gelbe Zirconiumnitrid.[3]

- Unter Hochdruckbedingungen bildet sich bei Ammonolyse oder Reaktion von ZrN mit Stickstoff ein Zirconiumnitrid Zr3N4 vom kubischen Th3P4-Typ mit der Raumgruppe I43d.[4]

## Eigenschaften
Zirconiumnitrid ist ein sehr harter und spröder gelbbrauner geruchloser Feststoff. Es hat eine kubische Kristallstruktur vom Natriumchlorid-Typ mit der Raumgruppe Fm3m (Raumgruppen-Nr. 225).

## Verwendung
Zirconiumnitrid wird als hartes Beschichtungsmaterial (z. B. Zirkoniumnitrid-Multilayerbeschichtung) verwendet.